# Cinégraphie
Cinégraphie est une revue mensuelle de cinéma publiée en 1927 et 1928. 
Revue imprimée sur papier glacé, Cinégraphie se présente lors de sa création comme « la plus importante revue d'éducation et de défense du cinéma ».
Dirigée par Jean Dréville, se voulant au service du cinéma d'avant-garde, elle prend le titre de Cinégraphie et photographie à partir de son numéro 2.
Son comité de rédaction comprend Léon Moussinac, Edmond T. Gréville, Alberto Cavalcanti, Germaine Dulac et Jean Epstein.